# ラナース

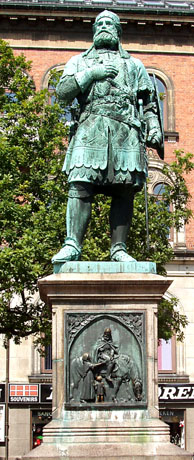
ラナース市庁舎前にある、ニールス・エッベソン像

ラナース（Randers [ˈʁɑnɐs]）は、デンマーク・ユトランド半島北東部にある基礎自治体及び都市の名称。デンマークで6番目に大きな都市で人口は62,802人（2022年）。自治体議会が置かれている。デンマーク唯一の、天然の河港で、カテガット海峡に面したラナース・フィヨルド口から6マイル、グゼノー川の河畔にある。ユトランド半島北東部という位置が、町を海の通商地域としてめざましい発展を遂げさせる要因となった。周辺の川とアクセスが良好なことから、シルケボーやヴィボーからの物流がラナースへ持ち込まれ、輸出品が河港から輸出していったのである。
肥沃な農業地帯、流通に適した土地と水の利が相まって、ラナースは通商の要所となった。道路のアクセスも良く、一般に『水路と道路が出会う場所』と言われている。
ラナースは『王家のユラン』（Kronjylland）と呼ばれ、市民は『王家のユラン人』（Kronjyde）と称される。これは、王家の所有する広大な所領が周辺にあることから生じている。王家のユラン人という呼び名は、1750年頃に詩人が使用し始めた名称である。ニコライ・グルントヴィク、ハンス・クリスチャン・アンデルセン、ノーベル文学賞作家ヘンリク・ポントピダンらがその名称を用いた。

## 歴史
ラナースの町ができたのは1100年代だが、ヴァイキング時代に人が大勢住んでいた証拠が見つかっている。
デンマーク王クヌート4世（1043年-1086年）は聖クヌートの名前で知られるデンマークの守護聖人である。彼のコインがラナースで鋳造された。クヌート王のイングランド侵攻とウィリアム1世打倒計画と、彼自身に反対する農民階級らが反乱を起こし、ラナースに終結した。これらの反抗から彼は死に追いやられた。
ラナースの要塞化は中世に行われた。しかし、今日中世の防御壁をうかがい知れるのは、町の通りの名前にしか残っていない。Østervold（東防御壁）、Vestervold（西防御壁）、Lille Voldgade（小防御壁通り）といったかつての壁があった場所にちなんだ名が残る。
年代記では、町を飲み込んだ大火について語っている。ラナースは1200年代に3度の大火に見舞われ、そのうち1246年の大火は、エーリク4世に対抗した王子アーベル（のちのアーベル王）軍によって引き起こされたものであった。
市中心部の通りには、デンマーク貴族で国民的英雄のニールス・エッベセンの家がある。言い伝えによると、ニールスは空位時代に国全体がドイツ人伯爵に臣従させられていた1340年4月1日に、ホルシュタイン伯ゲルハルトを殺したという。これをきっかけにドイツ人に対する暴動が起こった。エッベセンは、1340年12月、スカンデルボー城での戦闘で死んだ。
エッベセンの像は、現在ラナース市庁舎の正面に立つ。
ヴァルデマー4世がホルシュタイン公国を抵当にした後1350年に政府を集めようとした時、ラナースはさらに市の防御をはかってしばしば『ラナース要塞』（Randershus）という名前で呼ばれた。この補強は、1357年に不満を持つ貴族らによって攻略された。1359年、ヴァルデマー4世は自身の全軍を当たらせてラナース攻略を指揮した。
1534年、農民反乱が町を襲撃しようとして不成功に終わった。クリスチャン3世（在位：1536年-1559年）は、ラナースの町の周りにどっしりとした堀をめぐらせた。
ピーク時には、おおよそ170もの商人の所領と、世界中を航海したかなりの大きさの海軍が一帯にあったといわれる。これらの古い半木造建築の荘園屋敷と荘園は、いまだに町の中で見られる。
町近くの河港はたった7フィート半の深さしかないが、フィヨルド口からそれほど遠くないために過去には良質の造船所であった。ラナースは軍事的に重要な場所で、市の内外に1万人から15,000人の兵が駐屯していた。1880年当時の人口は13,457人であった。

## 見所
ラナース多雨林は北欧最大の人口多雨林で、350種以上の植物と175種以上の動物が生息している。多くは南アメリカ・ドーム、アフリカ・ドーム、アジア・ドームという3つのドームの中で放浪している。加えて、ヘビ園と水族館がある。
- クラウスホルム城
- 聖モルテンス教会
- エンホイ教会（デンマーク語版）[1][2]
- ラナース文化史博物館

## 姉妹都市
- オーレスン, ノルウェー
- アークレイリ, アイスランド
- ラハティ, フィンランド
- ヴェステロース, スウェーデン